# George Montgomery
George Montgomery (George Montgomery Letz: Brady, Montana, 29 de agosto de 1916 - Rancho Mirage, California, 12 de diciembre de 2000) fue un actor, especialista, pintor, escultor y ebanista estadounidense.

## Biografía
Era hijo de unos inmigrantes ucranianos, y el más joven de quince hermanos. Creció en un rancho, en el cual su actividad diaria consistía en parte en cabalgar y cuidar ganado. Letz estudió en la Universidad de Montana, pero tras un año en la misma abandonó los estudios para viajar a Hollywood e intentar hacer una carrera en el cine. En Republic Pictures consiguió trabajo de especialista gracias a su habilidad como cowboy, y tuvo un pequeño papel en el film de 1935, The Singing Vagabond.
A ello siguieron papeles similares y más trabajo como especialista bajo el nombre de George Letz en producciones de bajo presupuesto. Con frecuencia fue escogido para trabajar en westerns protagonizados por el taquillero cantante cowboy Gene Autry. Ascendido a papeles secundarios de una mayor importancia, en 1938 Letz actuó como uno de los seis sospechosos de ser el héroe en el serial The Lone Ranger. Siguió con Republic Pictures hasta 1940, momento en el que firmó con 20th Century Fox, compañía con la que su nombre artístico pasó a ser George Montgomery.
Con la Fox, Montgomery actuó en más westerns, incluyendo The Cisco Kid and the Lady (1940), con César Romero. En 1942 trabajó junto a Gene Tierney en China Girl, con el músico Glenn Miller en Orchestra Wives, y con Ginger Rogers en Roxie Hart. El año siguiente interpretó con Betty Grable el film de Walter Lang Coney Island.
La Segunda Guerra Mundial interrumpió su carrera cinematográfica, sumándose a las Fuerzas Aéreas del Ejército de los Estados Unidos en 1943. El 5 de diciembre de ese año se casó con la cantante Dinah Shore, con la cual tuvo una niña, Melissa Ann Montgomery, en un matrimonio que duró hasta 1962, año en que se divorciaron. También adoptaron a John "Jody" David Montgomery en 1954. 
Siendo un muchacho, George Montgomery desarrolló una gran habilidad para la artesanía de la madera, y ya de adulto se dedicó a la ebanistería. Su pericia era tal que su hobby acabó convirtiéndose en un negocio que empleaba a más de veinte artesanos. Entre sus inquietudes artísticas también estaba la escultura en bronce. Autodidacta, esculpió más de cincuenta esculturas de bronce, incluyendo como modelos a John Wayne, Clint Eastwood, Gene Autry, Randolph Scott, y el futuro presidente de los Estados Unidos Ronald Reagan.
En los primeros años de la década de 1970, Montgomery actuó en el cine e intervino como artista invitado en programas televisivos diversos, tales como la popular serie western Bonanza. Durante una temporada (26 episodios), en 1958 y 1959, también protagonizó su propia serie televisiva western en la cadena NBC, Cimarron City, en el papel de alcalde Matt Rockford. Tras una carrera que incluía más de ochenta largometrajes, Montgomery se retiró en 1972, interpretando únicamente dos papeles más de escasa importancia antes de su fallecimiento en Rancho Mirage, California, en 2000 a causa de un fallo cardiaco. Fue incinerado, y sus cenizas enterradas en los cementerios Forest Lawn de Palm Springs (California) y Highland de Great Falls (Montana).
Por su contribución a la industria televisiva, George Montgomery tiene una estrella en el Paseo de la Fama de Hollywood, en el 6301 de Hollywood Boulevard. 

## Premios y distinciones
Premios Óscar
| Año  | Categoría                                | Película                   | Resultado |
| ---- | ---------------------------------------- | -------------------------- | --------- |
| 1942 | Mejor dirección de arte - Blanco y negro | El misterio de Fiske Manor | Nominado  |